# Stade d'Addis-Abeba
Ne doit pas être confondu avec Stade national d'Addis-Abeba.
Le stade d'Addis Abeba (en amharique : አዲስ አበባ ስታዲየም), également connu sous le nom de stade Ydnekachew Tessema (en amharique : ይድነቃቸው ተሠማ ስታዲየም) et auparavant connu sous le nom de stade Haillé Selassié (en amharique : ቀዳማዊ ኃይለ ሥላሴ ስታዲየም), est une enceinte sportive construite en 1940 dans la ville d'Addis-Abeba en Éthiopie.
Il a une capacité de 35 000 places, accueillant des compétitions de football et d'athlétisme.

## Localisation
Le stade est situé au cœur d'Addis-Abeba à proximité de la gare et de Mesqel adebabay, desservie la station Stadium du métro léger de la capitale.

## Utilisation
Il accueille les rencontres à domicile de l'équipe d'Éthiopie de football et de trois équipes du Championnat d'Éthiopie : Saint-George SA, Ethiopian Coffee et Defence Force SC. Trois Coupe d'Afrique des nations se sont déroulées dans ce stade en 1962, en 1968 et en 1976.
Le stade possède également une piste d'athlétisme de 400 mètres et toutes les installations nécessaires à l'organisation de meetings. Répertorié en classe II par l'IAAF, il a notamment accueilli les Championnats d'Afrique d'athlétisme 2008.

## Historique
Le stade, construit en 1940, a été rénové en 1960 dans le cadre de l'organisation de la Coupe d'Afrique des nations 1962. La capacité du stade Haïlé-Sélassié est alors de 30 000 spectateurs. Il est à nouveau rénové en 1999 pour accueillir la Coupe d'Afrique des nations junior organisée en 2001.